# Alexandre Spendarian
Alexandre Spendarian, Spendiaryan, ou Spendiarov (en arménien Ալեքսանդր Սպենդիարյան, en russe Александр Спендиаров ; 1er novembre 1871 - 7 mai 1928, Erevan) est un compositeur et chef d'orchestre arménien. Il est considéré comme le père de la musique classique arménienne. Il a donné son nom au théâtre national d'opéra et de ballet de l'opéra d'Erevan (1932).

## Biographie
Né à Kakhovka (dans le gouvernement de Kherson) en 1871, Alexandre Spendiarian a vécu une enfance baignée de musique à Simféropol, sa mère pianiste lui inculquant dès le plus jeune âge la passion du chant. Durant ses années d'étude à la faculté de droit de l'université de Moscou, il est violoniste dans l'orchestre de l'université. Grâce aux études effectuées chez Rimsky-Korsakov, sa musique acquiert une dimension plus sophistiqué, plus fine, pour lesquels Spendiarov n'hésite pas de se servir des thèmes populaires d'Arménie et de la Crimée qu'il connaissait depuis son enfance, passée dans ces deux pays.
En 1916, Spendiaryan se produit à Tiflis où il rencontre le poète arménien Hovhannès Toumanian et décide d'écrire un opéra basé sur le poème La capture de Tmkabert. En 1916, le livret de l'opéra Almast, réalisé par Sophia Parnok était prêt et Spendiaryan commence à travailler sur l'opéra. Il termina la partition piano-chant de l'opéra en 1923. Il a continué son travail sur l'instrumentation jusqu'à sa mort, sans terminer l'acte quatre. Plus tard, il sera terminé par M. O. Shteinburg. La première représentation d’Almast a eu lieu en 1930 au théâtre Bolchoï à Moscou. Le 20 janvier, lorsque le théâtre académique d’État d'Erevan d'opéra et de ballet a été ouvert, une représentation de l'opéra a été donnée en arménien dans la traduction de Tigran Hakhumyan. L'opéra a été représenté également à Tbilissi, Tachkent, Novossibirsk et Odessa. Il a été reprogrammé à Erevan en 1939, 1969, 1971 et 1983. En 1951, le théâtre de l'opéra de chambre russe de Paris a donné une représentation d'Almast à la maison de la Mutualité.
Le poème symphonique Trois Palmiers d'après Lermontov, occupe une place particulière parmi les compositions symphoniques de Spendiaryan. Avec son ton poétique, sa nature pittoresque et son orchestration lumineuse, l'œuvre est parmi les plus puissantes du compositeur. Spendiaryan, en tournée à l'étranger, dirige cette pièce originale à Berlin, Copenhague, New York et ailleurs. Le compositeur Aram Khatchatourian a dit de son prédécesseur, « Je suis profondément convaincu que Spendiarov et Komitas sont les patriarches de la musique classique arménienne, ils ont tracé les principales tendances de l'évolution de l'art musical arménien pendant de nombreuses décennies à venir ». Spendiaryan et Aram Khatchatourian se sont rencontrés pour la première fois à Moscou. Spendiaryan avait apprécié le potentiel du jeune compositeur.
Il est fait artiste du Peuple de la république socialiste soviétique d'Arménie en 1926.

## Œuvres principales

### Productions scéniques
- Opéra Almast (livret de Sophia Parnok)
- Ballet Les Sept filles du roi des djins

### Musique orchestrale
- Valse concertante (1906)
- Ouverture pour orchestre
- Suites Esquisses criméennes pour orchestre — premier recueil, op. 9 (1903), deuxième recueil, op. 23 (1905)
- Poème symphonique Trois Palmiers d'après Lermontov
- Études d'Erevan (1925)

### Musique vocale et symphonique
- Quatuor La Déesse-oiseau (d'après Pouchkine)
- Quatuor Le Rameau de Palestine (d'après Lermontov)
- Ballade Le Pêcheur et la Fée (d'après Gorki), op. 7
- Élégie La Bande non comprimée (d'après Nekrassov)
- Bède le Prophète (1907)